# Махаев, Андрей Сергеевич
Андрей Сергеевич Махаев (13 сентября 1982, Москва, СССР) — российский футболист, играл на позиции нападающего.

## Карьера
Воспитанник школы «Чертаново», в котором и начал играть в 1999 году на любительском уровне. В 2000 году перешёл в раменский «Сатурн», однако первый сезон провёл за фарм-клуб во втором дивизионе. 19 мая 2001 года в выездном матче 10-го тура против «Торпедо-ЗИЛа», выйдя на 70-й минуте встречи вместо Андрея Мовсесьяна, дебютировал в высшем дивизионе. В 2002 году перешёл в «Химки». В 2004 году играл за тверскую «Волгу», где и завершил профессиональную карьеру. В 2005 год играл за любительский клуб «Боевое братство».